# Бакальяо Алонсо, Юснель
Юснель Бакальяо Алонсо (исп. Yusnel Bacallao Alonso; род. 21 июня 1988, Колон, Матансас) — кубинский шахматист, гроссмейстер (2012).

## Спортивная карьера
Свой первый балл международного мастера Бакальяо получил в 2008 году на кубинском турнире «Кубок Монкады», а вскоре после этого занял второе место на международном турнире в своей родной провинции Матансас, опередив в частности гроссмейстера Юри Гонсалеса. Третий необходимый балл для получения звания международного мастера он заработал с выходом в финальную часть национального первенства Кубы в 2009 году, а там преподнёс сенсацию, разделив 1—4 места (по дополнительным показателям он, однако, не вошёл в число призёров). Тем самым он впервые выполнил гроссмейстерскую норму, ещё даже не получив звания международного мастера (к моменту его присвоения на счету Бакальяо было уже 11 выполнений необходимого норматива).
Став международным мастером в 2010 году, уже в 2012 году Бакальяо получил звание гроссмейстера. Это произошло после выигрыша международного турнира в Ла-Роде (Испания), где кубинец разделил первое место с гроссмейстерами Сергеем Федорчуком и Хулио Грандой, опередив их по дополнительным показателям. Успешные выступления позволили Бакальяо попасть в состав сборной Кубы на шахматной олимпиаде в Стамбуле, где он набрал четыре очка в шести сыгранных партиях. Позже в том же году он принял участие в чемпионате Южной Америки, оставаясь в числе претендентов на медали вплоть до последнего тура, но в итоге разделив лишь 11—26 места. В начале 2013 года Бакальяо вновь подошёл вплотную к призёрам чемпионата Кубы, но снова не сумел попасть на пьедестал, удовольствовавшись четвёртым местом.
В 2017 году, заняв седьмое место на абсолютном континентальном первенстве, Бакальяо завоевал (наряду с Ласаро Брусоном и Юри Гонсалесом) право на участие в Кубке мира, проводящемся в сентябре в Тбилиси.

## Таблица результатов
| Год  | Город           | Турнир                                                     | + | − | = | Результат | Место  |
| ---- | --------------- | ---------------------------------------------------------- | - | - | - | --------- | ------ |
| 2009 | Лас-Тунас       | «Campeonato Nacional de Ajedrez Masculino Final 2009»      | 4 | 2 | 3 | 5½ из 9   | [ 10 ] |
|      | Монкада-и-Решак | « XVII Open Internacioal d'Escacs Ciutat de Montcada 2009» | 5 | 0 | 4 | 7 из 9    | [ 11 ] |
| 2011 | Барселона       | «XIII Torneig Internacional Sant Marti 2011 Grup A»        | 5 | 0 | 4 | 7 из 9    | [ 12 ] |
| 2012 | Ла-Рода         | «39° Torneo Internacional de Ajedrez»                      | 6 | 0 | 3 | 7½ из 9   | [ 13 ] |

## Изменения рейтинга
| Графики недоступны из-за технических проблем. См. информацию на Фабрикаторе и на mediawiki.org. |